# فهد العفاسي
فهد محمد محسن العفاسي (1971-) سياسي كويتي، شغل منصب وزير العدل ووزير الأوقاف والشؤون الإسلامية منذ ديسمبر 2019، كما شغل منصب وزير العدل ووزير الدولة لشؤون مجلس الأمة في ديسمبر 2018 وكذلك منصب وزير العدل ووزير الأوقاف والشئون الإسلامية في ديسمبر 2017، حاصل علي دكتوراة في القانون من الجامعة اللبنانية وله العديد من الأبحاث والدراسات المنشورة.

## مسيرته العلمية
حصل فهد العفاسي على بكالوريوس في القانون من جامعة القاهرة عام 1994، ثم على دبلوم الدراسات العليا في القانون الدولي وآخر في القانون الخاص من جامعة عين شمس عامي 1997 و1999، وفي ذات العام، حصل على درجة الماجستير في القانون من نفس الجامعة. وفي 2006 حصل على الدكتوراه في القانون من الجامعة اللبنانية

## الحياة العملية
يشغل حاليا منذ ديسمبر 2019 منصب وزير العدل ووزير الأوقاف والشؤون الإسلامية بالكويت، وتولى منصب وزير العدل ووزير الدولة لشؤون مجلس الأمة في ديسمبر 2018 وعمل قبلها منذ 2015 رئيسا للمكتب الفني لقطاع التشريع بإدارة الفتوى والتشريع. وهو عضو في إدارة الفتوى والتشريع بمجلس الوزراء الكويتي منذ عام 1995. عمل كذلك أستاذا منتدبا في قسم القانون بكلية الدراسات التجارية من عام 2004 إلى 2007. وهو محكم معتمد في مركز التحكيم التجاري لدول مجلس التعاون لدول الخليج العربية منذ 2004. كما عمل محاضر في معهد الكويت للدراسات القضائية والقانونية منذ 2007 , عضوا باللجنة الدائمة لمسئولي ادارات التشريع بمجلس التعاون لدول الخليج العربية عن الفتوى والتشريع بدولة الكويت منذ إنشاء اللجنة عام 2010 وحتي الآن.

## انجازات الوزير فهد العفاسي
أولاً: حقيبة وزارة الأوقاف والشئون الإسلامية.
- إعادة هيكلة وزارة الأوقاف لمواكبة التوسع الكبير في أنشطة الوزارة وتنوع الخدمات التي تقدمها وزيادة أعداد المستفيدين منها.[12]
- اعتماد لائحة  ميثاق المسجد الجديد الذي جاء متكاملاً لتنظيم آلية العمل في المساجد.[13]
- اعتماد لائحة تنظيم هيئة الفتوى التي تعمل على تنظيم شؤون الفتوى وتحسين أدائها، حتّى يقوم بالدور المناط به على أكمل وجه.
- اعتماد لائحة البحث العلمي وتحقيق المخطوطات التي تنظم عملية تأليف وتحقيق وإصدار الكتب والمصنفات في وزارة الأوقاف.
- فتح باب التقدم لشغل وظيفة الإمامة والآذان من الكويتيين المتقاعدين والمتطوعين بهدف الاستفادة من الخبرات الوطنية وتكويت تلك الوظيفة.
- انجاز حملة «خلهم يرمضون ويانا» للعام 2018، بدعم من بيت الزكاة للإفراج عن السجناء من المواطنين والمواطنات على ذمة قضايا مالية مدنية ومن عليهم أحكام ضبط وإحضار في نفس القضايا من خلال تسديد مديوناتهم.

- ثانياً:- حقيبة وزارة العدل
- إعادة هيكلة وزارة العدل من خلال إنشاء وتعديل إختصاص بعض الإدارات الخدماتية لتوفر الخدمة في كافة المحافظات سعياً من الوزارة في التوسع الجغرافي تسهيلاً على المراجعين.[14]
- اعتماد الإستراتيجية الوطنية لهيئة مكافحة الفساد (نزاهه)
- 3.افتتاح مبنى إدارة الخبراء.[15]
- تعديل قانون محكمة الاسرة رقم 12 لسنة 2018.
- مرسوم تخفيض المدد البينية للقضاة واعضاء النيابة.
- تفعيل الإعلان الإلكتروني الجهات الحكومية.
- تفعيل الإعلان الإلكتروني للبنوك والشركات.[16]
- قانون بشأن حق الاطلاع على المعلومات رقم 12 لسنة 2020.[17]
- قانون التوثيق رقم 10 لسنة 2020
- قانون السجل العيني رقم 21 لسنة 2019.
- إصدار اللائحة التنفيذية لقانون السجل العيني
- قانون الإعلان الإلكتروني والتقاضي عن بعد وقم 9 لسنة 2020.
- قانون الالتماس إعادة النظر في الاحكام الجزائية رقم 11 لسنة 2020.
- تعديل قانون الايجارات رقم 15 لسنة 2020.
- تعديل قانون الجزاء الولاية الصحية للام رقم 14 لسنة 2020.

ثالثاً:- حقيبة وزير الدولة لشئون مجلس الأمة.
- إعادة هيكلة  وزارة الدولة لشئون مجلس الأمة بما يتوافق مع الأهداف الإستراتيجية للوزارة.
- اعداد كتاب السوابق البرلمانية من الفصل التشريعي الأول إلى الفصل التشريعي العاشر.

## أبحاثه ودراساته
- كتاب[18] مؤلف تحت عنوان " عقود الثروات الطبيعية في ظل -اتفاقيات المشاركة الأجنبية [19]" - العقود النفطية نموذجا دراسة مقارنة [20]- عام2007
- بحث تحت عنوان «التحكيم القضائي الكويتي وفقا للقانون رقم 11 لسنة 1995» دراسة مقارنة - مقدم لكلية الحقوق - لجامعة عين شمس -عام 1998
- بحث منشور في مجلة الفتوى والتشريع - العدد 9 - عام 2000 م تحت عنوان - تحديد مفهوم الخادم المستثنى من المادة الثانية من القانون رقم 38 لسنة 1964 في شأن العمل في القطاع الأهلي
- دراسة عن الوسائل الوطنية لتشجيع الاستثمارات الأجنبية - دراسة منشورة في جريدة القبس الكويتية العدد 12434 بتاريخ 8/6/2007
- دراسة خاصة بالتعليق على حكم محكمة التمييز الكويتية الصادرة في جلسة 5/1/2000 في الطعن رقم 466 /99 تجاري الذي يدور حول مدى اختصاص القضاء بنظر منازعات العسكريين، دراسة منشورة في جريدة الوطن الكويتية  العدد 9299 /3745 بتاريخ 1 يناير 2004
- دراسة خاصة بتطبيقات نظام المشاركة على العقود النفطية في الدول النامية - دراسة منشورة في جريدة الوطن الكويتية. العدد 5574/11128
- دراسة خاصة بمستقبل النفط في ظل منظمة التجارة العالمية دراسة منشورة في جريدة الوطن الكويتية العدد 11513 /5959 بتاريخ 2 مايو 2008
- دراسة حول اتفاقية الوكالة الدولية لضمان الاستثمار - دراسة منشورة في جريدة الوطن الكويتية العدد 5945 / 11499